# 多花灯心草
多花灯心草（学名：Juncus modicus）为灯心草科灯心草属的植物，为中国的特有植物。分布于中国大陆的贵州、湖北、陕西、四川、西藏、甘肃等地，生长于海拔1,700米至2,900米的地区，常生于山坡阴湿岩石缝中以及林下湿地，目前尚未由人工引种栽培。